# Super Mario Odyssey
Super Mario Odyssey (スーパーマリオ オデッセイ, Sūpā Mario Odessei) est un jeu vidéo de plates-formes développé par Nintendo EPD Tokyo et édité par Nintendo. Il est sorti mondialement le 27 octobre 2017 sur Nintendo Switch.

## Synopsis
Bowser enlève Peach pour se marier avec elle. Mario rencontre une créature ressemblant à un chapeau, un Chapiforme, portant le nom de Cappy. Bowser a aussi enlevé sa sœur, Tiara. Mario et Cappy récupèrent un vaisseau abandonné, l'Odyssée, et voyagent de pays en pays à la poursuite de Bowser. Dans la majorité des mondes, ils doivent combattre les Broodals, une bande de lapins anthropomorphiques organisateurs de mariage qui essaie de les empêcher de rattraper Bowser et d'arrêter le mariage.

## Système de jeu
Super Mario Odyssey est un jeu de plates-formes dans lequel le joueur contrôle Mario qui doit parcourir différents royaumes grâce à son ballon nommé l'Odyssée afin de sauver Peach,. Dans les différents royaumes, Mario doit récupérer quelques lunes de puissance afin de restaurer la puissance du ballon et parcourir le monde entier à la poursuite de Bowser.
Une fois Bowser battu, le joueur peut retourner dans les mondes précédents et trouver de nouvelles lunes, dont certaines qui requièrent des techniques avancées. En collectionnant assez de lunes, des nouveaux costumes peuvent être achetés, et on peut essayer de combattre plusieurs boss avec une seule vie. Dans le Royaume Champignon et plus spécifiquement dans le Château de Peach, construit sur le modèle de Super Mario 64, Mario peut sauter dans des tableaux a la manière de Super Mario 64 pour compléter d'autres combats de boss passés mais avec un niveau de difficulté plus élevé. Dans ce niveau, Toadette archiviste donne des lunes supplémentaires pour des réussites obtenues dans l'ensemble du jeu (par exemple, récupérer 10 lunes dans des passages en 2D). L'objectif secondaire est de récupérer 999 lunes mais aussi de récolter toutes les pièces violettes et de débloquer tous les costumes disponibles.
Il y a 17 mondes dans ce jeu : Pays des Chapeaux, Pays des Chutes, Pays des Sables, Pays du Lac, Pays de la Forêt, Pays des Nuages, Pays Perdu, Pays des Gratte-Ciels, Pays des Neiges, Pays de la Mer, Pays de la Cuisine, Pays des Ruines, Pays de Bowser, Pays de la Lune, Côté Obscur de la Lune, Côté très obscur de la Lune, Royaume Champignon.
Les niveaux sont des mondes ouverts à la façon de Super Mario 64 et Super Mario Sunshine,,. Les lunes sont cachées partout dans les niveaux et doivent être trouvées avec une exploration constante plutôt que des mini-défis à relever en permanence. Certains niveaux sont inspirés d'endroits réels, comme la ville de New Donk City qui fait référence à New York. Certaines parties des niveaux font également référence au premier jeu Super Mario Bros., avec des portions où Mario passe en design 8-Bit sur fond de musique chiptune et joue sur des plates-formes en 2D pendant quelques moments. Des drapeaux sont répartis à plusieurs endroits dans chaque monde, ce qui permet à Mario de s'y téléporter une fois qu'il les a activés en les touchant ou en leur lançant Cappy,.
La palette de mouvements reprend en grande partie celle de Super Mario 64 (triple saut, saut en longueur, saut mural, etc.). La principale nouveauté est la possibilité de se servir de la casquette de Mario, Cappy. Cappy peut être lancé dans plusieurs directions pour attaquer les ennemis ou servir de plate-forme temporaire. Si le joueur lance la casquette sur certains objets ou personnages, Mario en prend le contrôle et peut utiliser ses capacités propres. Par exemple, Mario peut posséder un Bill Ball pour passer par-dessus un grand trou, une ampoule pour passer dans les câbles électriques, ou un tank pour détruire des murs,. Certaines actions peuvent être accélérées en secouant les Joy-Cons.
Le jeu reprend la jauge de santé déjà présente dans la plupart des précédents jeux depuis Super Mario 64. Le jeu ne propose toutefois plus de systèmes de vie, Mario perdant désormais 10 pièces lors de chacune de ses morts. Mario peut mourir en subissant des dommages ou en tombant dans un trou sans fond. Pendant le jeu, Mario peut ramasser des pièces de deux types : les pièces dorées classiques et les pièces violettes propres à chaque pays. Ces pièces peuvent ensuite être utilisées pour acheter des costumes et des chapeaux, qui peuvent ensuite servir à compléter certaines mini-quêtes et à récupérer des nouvelles lunes.
Un mode coopération permet à un deuxième joueur de contrôler Cappy, la casquette de Mario,,. Dans le jeu, le mode photographie permet de sauvegarder des captures d'écran et d'y ajouter des filtres ou des autocollants,.
En utilisant les amiibo Mario, Peach et Bowser en tenue de mariage, et même ceux sans tenue, ainsi que d'autres amiibo Super Mario, le joueur peut utiliser de nouvelles techniques, ainsi que débloquer des tenues pour lesquelles il faut normalement un nombre élevé de lunes. D'autres amiibo peuvent être utilisés pour obtenir des indices sur la localisation des lunes de puissance,.
Une mise à jour disponible le 22 février 2018 ajoute le mode de jeu « Chasse aux ballons de Luigi » proposant un défi en multijoueur en ligne, ainsi que 2 nouveaux filtres photos et 3 nouvelles tenues. Plusieurs autres tenues sont proposées régulièrement par la suite.
Une nouvelle mise à jour gratuite disponible depuis le 26 avril 2019 ajoute la compatibilité avec les Lunettes VR Toy-Con du kit VR de Nintendo Labo. Cette mise à jour apporte également trois missions inédites en réalité virtuelle dans le pays des chapeaux, le pays de la mer ainsi que le pays de la cuisine, mêlant des notes de musique, des pièces et des instruments à récupérer.

## Développement

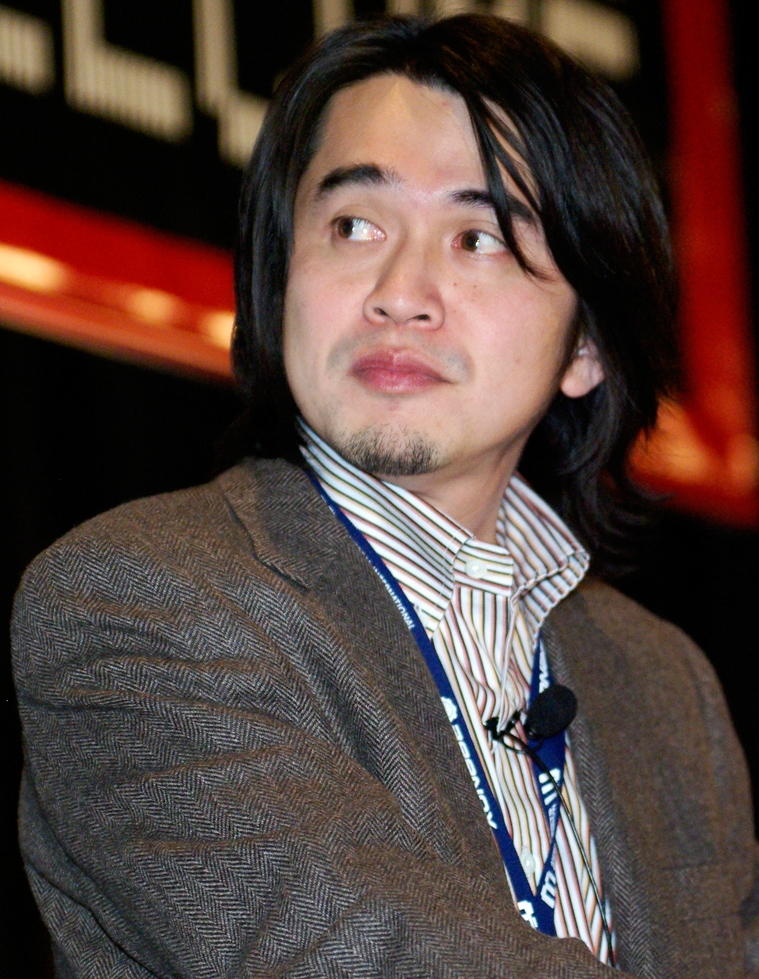
Le directeur de la production du jeu, Yoshiaki Koizumi, en 2007.

Le développement du jeu commence après la sortie de Super Mario 3D World fin 2013, et est confié à la même équipe. Sous la direction de Kenta Motokura, l'équipe doit trouver des concepts qui rejoignent l'idée directrice de la série : le « thème de la surprise ». L'équipe découvre par exemple que lancer un chapeau est une action amusante à faire avec les manettes Joy-Con, et en fait la mécanique de base du jeu avec la capture par chapeau. L'équipe crée un certain nombre de prototypes plus ou moins originaux, et les intègre tous aux différents mondes du jeu. L'équipe privilégie un pays par rapport aux autres lors du développement : New Donk City. Les développeurs choisissent Pauline, un personnage qui apparaît aux côtés de Mario dans Donkey Kong, pour être la maire de ce monde. Une place toute particulière est donnée à la nostalgie dans le jeu, par exemple avec les costumes qui peuvent être achetés, dont les costumes de Mario's Picross et Super Mario Maker.
Avec ce jeu, Miyamoto a déclaré vouloir revenir aux origines de la série en 3D, à savoir Super Mario 64 et Super Mario Sunshine. La volonté du jeu est de se rapprocher de la cible principale des jeux Mario, s'éloignant des jeux récents qui ciblaient les joueurs amateurs,,.
La liberté importante du joueur dans Super Mario Odyssey crée un défi supplémentaire pour les développeurs du jeu, qui veulent lui faire vérifier tout ce qui attire son attention et trouver des objets et défis secrets en permanence. Shigeru Miyamoto, le créateur de la série, ne fait pas partie du développement en tant que tel, mais est producteur exécutif et l'équipe fait appel à lui en tant que consultant. Ses retours sont très spécifiques, souvent critiques, mais relèvent de la suggestion plutôt que de l'ultimatum, et il est remarqué pour ses encouragements.
Les premières images du jeu sont dévoilées le 20 octobre 2016 lors d'une présentation des fonctionnalités de la Nintendo Switch. Le jeu est ensuite officialisé le 13 janvier 2017 au cours de la présentation en direct de la console,. Certaines premières réactions soulignent la présence controversée de tétons dans le design du personnage de Mario, qui rompt avec les normes du jeu vidéo japonais.

## Bande-son
La bande-son du jeu est dirigée par Naoto Kubo, dont c'est le premier rôle de direction chez Nintendo. D'autres compositions de Shiho Fujii et de Koji Kondo sont ajoutées au jeu.
Le développement du personnage de Pauline, maire de New Donk City, mène à la création de la chanson-titre du jeu, Jump Up, Super Star!, chantée par la doubleuse Kate Higgins. Super Mario Odyssey est donc le premier jeu de la série à s'appuyer sur un thème musical avec des paroles chantées.

## Promotion et commercialisation
En 2014, Yoshiaki Koizumi laisse entendre qu'un jeu Mario en 3D est en développement.
Le 20 octobre 2016, le jeu est très rapidement montré dans la bande annonce de la Nintendo Switch,. En janvier 2017, il est confirmé et annoncé officiellement pendant la présentation de la console. Mi-janvier, des premières vidéos du jeu sont publiées. À l'Electronic Entertainment Expo 2017, un stand au thème de New Donk City est installé et permet aux personnes présentes de jouer à une démo.
Le 10 octobre 2017, Nintendo publie une bande annonce musicale du thème principal du jeu, Jump Up, Super Star!, sur sa chaîne YouTube. Le jeu inclut des danseurs réels aux côtés de Mario. Plus tard en octobre 2017, la musique sort sur iTunes et entre dans le top 25 des chansons les plus vendues,.
Le jeu fait sa sortie mondiale le 27 octobre 2017,. À cette occasion, des amiibo de Mario, Bowser et Peach habillés pour un mariage sont commercialisés. Nintendo sort enfin un coffret en édition limitée, qui inclut la Switch avec deux Joy-Cons de la couleur du chapeau de Mario (rouge), un étui de voyage pour la console, et un code de téléchargement du jeu.
Le comité Entertainment Software Rating Board (ESRB) autorise le jeu pour les enfants de plus de dix ans, justifiant la note par deux scènes en particulier. Dans la première, le joueur doit posséder un tank et tirer sur un boss, ce qui cause des grosses explosions. Dans une autre séquence, il faut donner des coups de poing à un autre boss.

## Accueil

### Critique
À l'Electronic Entertainment Expo 2017, le jeu est le plus populaire sur les réseaux sociaux et reçoit les meilleures critiques des développeurs présents,.
Les premières critiques soulignent que le jeu est rempli d'éléments secrets et met plus l'accent sur l'exploration que sur la progression,. The Verge estime que la structure du jeu se prête facilement à la nature portable de la Switch : les joueurs peuvent suivre les missions qu'on leur donne et avancer dans l'histoire pendant une longue séance de jeu, ou jouer peu de temps pour collectionner les lunes de puissance, que le journaliste compare aux « sanctuaires » cachés partout dans la carte du jeu The Legend of Zelda: Breath of the Wild. Le jeu est également comparé à The Legend of Zelda: A Link Between Worlds pour ses passages en 2D,.
À la sortie du jeu, l'agrégateur de notes Metacritic le place cinquième jeu le mieux noté de la plate-forme, à égalité avec plusieurs autres.
Edge loue l'originalité des concepts du jeu et les risques pris par Nintendo pour s'éloigner, avec succès, des Mario classiques. Le magazine compare le jeu à Super Mario 64 et l'appelle son « fils spirituel qu'il n'avait jamais eu ». Il apprécie en particulier la présence de Cappy et les mécaniques de capture.
Famitsu donne une note de 39/40 au jeu, soit la même note qu'à Super Mario 64 et la note la plus élevée pour un Mario en 3D depuis. IGN et GameSpot lui attribuent des notes parfaites de 10 / 10 en louant son originalité,.
La chanson "Jump Up, Super Star!" a débuté à la 33e position dans le Billboard Japan Hot 100 pour la semaine du 11 novembre 2017,. Au Japon, la chanson était numéro 1 sur l'iTunes Store japonais,,. Dans le classement "Tous genres" de l'iTunes Store américain, la chanson s'est classée à la 25e position,.
Durant la cérémonie des Game Awards en 2017, la chanson "Jump Up, Super Star" fût interprétée par Kate Higgins, doubleuse de Pauline,,.

### Prix et distinctions

#### Après l'E3 2017
Aux Game Critics Awards, Super Mario Odyssey remporte les prix de meilleur jeu sur console, meilleur jeu toutes catégories et meilleur jeu d'action/aventure.
Super Mario Odyssey est nommé meilleur jeu de plateforme, meilleur jeu pour Nintendo Switch et meilleur jeu toutes catégories par IGN. Il remporte le prix de meilleur jeu chez Destructoid.
En août 2017, lors de la Gamescom, Super Mario Odyssey est vainqueur de cinq prix : meilleur jeu de la Gamescom, meilleur jeu d'action, meilleur jeu familial, meilleur jeu sur Nintendo Switch et jeu le plus attendu par les consommateurs.

#### Après la sortie du jeu
Début janvier 2018, le jeu est nommé aux GDC Awards dans les catégories « Meilleur design » et « Jeu de l'année » qui se déroulera en mars.
Dans un classement dressé en décembre 2023, la rédaction de Game Informer positionne le jeu au 3e rang des dix meilleurs jeux sortis sur Nintendo Switch.

### Ventes
Lors de ses trois premiers jours de commercialisation, le jeu s'est écoulé à plus de 500 000 unités au Japon,, soit le troisième meilleur lancement pour la série Super Mario. Il s'est également écoulé à plus d'un million d'exemplaires aux États-Unis, où il s'agit du meilleur lancement de la série, tout comme en Europe. Ainsi, ce sont plus de 2 millions d'exemplaires qui se sont écoulés en trois jours dans le monde.
Aux États-Unis et en Europe, il s'agit du jeu de la série Super Mario qui a réalisé le meilleur lancement de tous les temps. Il s'agit également du titre le plus vendu en 2017 sur Amazon.com. En France, il s'est écoulé à 400 000 exemplaires sur l'année 2017. Pendant la semaine du lancement, le jeu est en concurrence avec Assassin's Creed Origins, qui le bat au Royaume-Uni.
Au 31 mars 2018, Nintendo annonce 10,41 millions de ventes, tandis qu'il est annoncé 11,17 millions d'exemplaires vendus au 30 juin de la même année. En date du 30 septembre 2018, Super Mario Odyssey s’est vendu à 12,17 millions d'exemplaires, tandis qu'au 31 mars 2019, le jeu s’est vendu à 14,44 millions d’exemplaires. Au 30 juin 2019, le jeu s'est vendu à 14,94 millions d'exemplaires et dépasse les 20 millions d'exemplaires en 2020 avec plus de 20,83 millions d'exemplaires distribués.
Super Mario Odyssey est le plus gros succès commercial pour un jeu Super Mario en 3D, devançant ainsi Super Mario 3D Land (12,81 millions d'exemplaires), Super Mario Galaxy (12,8 millions d'exemplaires) et Super Mario 64 (11,91 millions d'exemplaires).

## Postérité
Super Mario Odyssey devient rapidement l'un des jeux les plus joués en speedrun, notamment dans la catégorie « Any% » qui consiste à finir le jeu le plus rapidement possible sans conditions particulières,.
Le 4 juin 2025, le jeu reçoit une mise à jour visant à améliorer sa compatibilité avec la Nintendo Switch 2, notamment par l’ajout de la prise en charge de la 4K et du HDR.